# Svemoguća Kim
Svemoguća Kim (eng. Kim Possible) je američka animirana serija, djelomično nadahnuta znanstvenom fantastikom. Kreatori su Bob Schooley i Mark McCorkle. Serija ima 4 sezone i sve skupa 87 epizoda od po 25 minuta. Neke su podijeljene na dva dijela, no višak su samostalne. 
U Hrvatskoj su do sada prikazane samo prve dvije sezone.

## Radnja
Kim Svemoćna je srednjoškolka koja živi s obitelji u gradiću Middletonu. Njezin je otac James znanstvenik, tj. raketni inženjer, a majka joj je liječnica. Odlazi u školu i najbolji prijatelj joj je Ron Nemoćni i oni se zajedno bore protiv zločinaca. Njihov je najveći neprijatelj doktor Drakken i njegovi sluge. Drakken želi osvojiti svijet.

## Likovi

### Junaci
Kim Svemoćna: Crvenokosa, atletski građena srednjoškolka, brza, vješta i sarkastična. Pametna je i dobra u školi. Najbolji prijatelj joj je Ron. Bori se protiv zlikovaca i obično u tome uspijeva.
Ron Nemoćni: Kimin najbolji prijatelj, plavokosi nespretnjaković koji je nepopularan u školi. Loš je u učenju, ali je dobar kao Kimin pomoćnik. Ponekad i sam rješava slučajeve. Ima golu krticu za ljubimca.
Rufus: Ronov ljubimac, ružičasta gola krtica. Malen je i pomaže gospodaru u raznim prilikama.
Wade: Kimin prijatelj s kojim komunicira preko svog uređaja. Ima crnu kosu i iznimno je vješt u informatici, a IQ mu je preko 140. Pomaže Kim tako što iskopava podatke i analizira razne stvari.

### Negativci
Dr. Drakken: Ludi znanstvenik, koristi nadimak. Ima crnu kosu i plavu kožu. Cilj mu je pokoriti svijet, glavna pomoćnica mu je Shego i nekoliko robota. Mrzi Kim Svemoćnu i uvijek je pokušava ubiti, no planovi mu neslavno propadnu. Ipak, vrlo je pametan, može stvarati robote, osmišljati dobre planove i graditi oružja.
Shego: Drakkenova mlada i lijepa pomoćnica. Crnokosa je i zelenooka, a ima i odjeću u te dvije boje. Ruke joj mogu gorjeti i izazvati eksploziju. Obično se bori s Kim, sarkastična je i podbada Drakkena. Inače je vrlo vješta i atletski građena kao Kim.
Lord Majmunoliki: Mutant s majmunskim rukama i nogama. Prije je bio plemić i arheolog. Ima svoje majmune kao sluge, i ne voli Kim. Cilj mu je postati vladar majmuna.
Obitelj Senior: Otac i sin, obojica milijunaši, zbog dosade čine zlo. Senior stariji je ipak vođa, star je i mudar, a sin je crnokos i želi biti pjevač. Ne voli Kim, iako je često poštedi jer mu je dala ideju čime bi se bavio. Pokušava sina poučiti zlikovstvu.
Ima još mnogo negativaca: Drakkenovi roboti, znanstvenica Amy Hall, golfer Killigan, Adrena Lynn i ostali...

### Drugi
Ostali likovi su Kimina obitelj i prijatelji iz škole.

## Glasovi
- Kim Svemoćna (Kim Possible) - Mia Krajcar
- Ron Nemoćni (Ron Stoppable) - Darije Somi
- Rufus - Goran Vrbanić
- Wade - Zoran Pribičević
- Mama Svemoćna (Mom Possible) - Ivana Bakarić
- Tata Svemoćni (Dad Possible) - Vinko Štefanac
- Jim i Tim (Jim & Tim) - Sandra Hrenar
- Bonnie Rockwaller - Anja Nigović
- Doktor Drakken (Doctor Drakken) - Daniel Dizdar
- Shego - Zrinka Antičević
- Duff Killigan - Siniša Ružić
- Señor Senior Sr. - Branko Smiljanić
- Dr. Betty direktorica - Mirta Zečević
- Adrena Lin - Monika Mihajlović